# Mouscardès
Mouscardès (Moscardés, en occitan) est une commune française située dans le département des Landes en région Nouvelle-Aquitaine.
Le gentilé est Mouscardésien.

## Géographie

### Communes limitrophes
Les communes limitrophes sont Estibeaux, Habas, Ossages, Pomarez et Tilh.
|           | Pomarez    |      |
| Estibeaux | Mouscardès | Tilh |
| Habas     | Ossages    |      |

### Climat
Pour des articles plus généraux, voir Climat de la Nouvelle-Aquitaine et Climat des Landes.
Historiquement, la commune est exposée à un micro climat océanique basque.  
En 2020, Météo-France publie une typologie des climats de la France métropolitaine dans laquelle la commune est exposée à un climat océanique et est dans la région climatique  Pyrénées atlantiques, caractérisée par une pluviométrie élevée (>1 200 mm/an) en toutes saisons, des hiver très doux (7,5 °C en plaine) et des vents faibles.
Pour la période 1971-2000, la température annuelle moyenne est de 13,4 °C, avec une amplitude thermique annuelle de 13,9 °C. Le cumul annuel moyen de précipitations est de 1 241 mm, avec 12,4 jours de précipitations en janvier et 7,8 jours en juillet. Pour la période 1991-2020, la température moyenne annuelle observée sur la station météorologique la plus proche, située sur la commune d'Orthez à 13,75 km à vol d'oiseau, est de 0,0 °C et le cumul annuel moyen de précipitations est de 0,0 mm,. Pour l'avenir, les paramètres climatiques de la commune estimés pour 2050 selon différents scénarios d’émission de gaz à effet de serre sont consultables sur un site dédié publié par Météo-France en novembre 2022.

## Urbanisme

### Typologie
Au 1er janvier 2024, Mouscardès est catégorisée commune rurale à habitat dispersé, selon la nouvelle grille communale de densité à sept niveaux définie par l'Insee en 2022.
Elle est située hors unité urbaine. Par ailleurs la commune fait partie de l'aire d'attraction de Dax, dont elle est une commune de la couronne,. Cette aire, qui regroupe 60 communes, est catégorisée dans les aires de 50 000 à moins de 200 000 habitants,.

### Occupation des sols

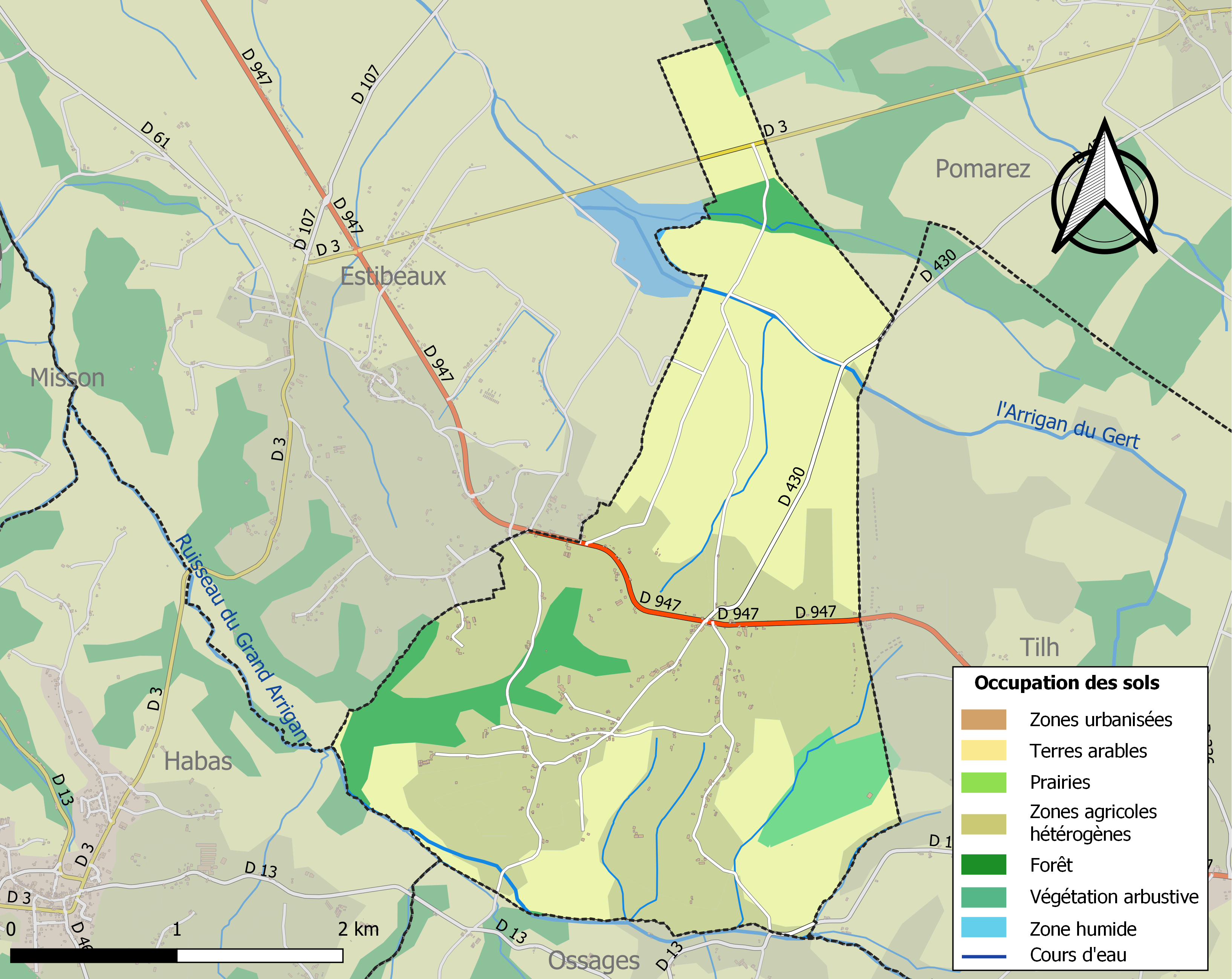
Carte des infrastructures et de l'occupation des sols de la commune en 2018 (CLC).

L'occupation des sols de la commune, telle qu'elle ressort de la base de données européenne d’occupation biophysique des sols Corine Land Cover (CLC), est marquée par l'importance des territoires agricoles (88,5 % en 2018), en augmentation par rapport à 1990 (87,3 %). La répartition détaillée en 2018 est la suivante : zones agricoles hétérogènes (46,3 %), terres arables (42,3 %), forêts (7,9 %), milieux à végétation arbustive et/ou herbacée (3,4 %), eaux continentales (0,1 %). L'évolution de l’occupation des sols de la commune et de ses infrastructures peut être observée sur les différentes représentations cartographiques du territoire : la carte de Cassini (XVIIIe siècle), la carte d'état-major (1820-1866) et les cartes ou photos aériennes de l'IGN pour la période actuelle (1950 à aujourd'hui).

### Risques majeurs
Le territoire de la commune de Mouscardès est vulnérable à différents aléas naturels : météorologiques (tempête, orage, neige, grand froid, canicule ou sécheresse), mouvements de terrains et séisme (sismicité modérée). Un site publié par le BRGM permet d'évaluer simplement et rapidement les risques d'un bien localisé soit par son adresse soit par le numéro de sa parcelle.
Les mouvements de terrains susceptibles de se produire sur la commune sont des tassements différentiels.

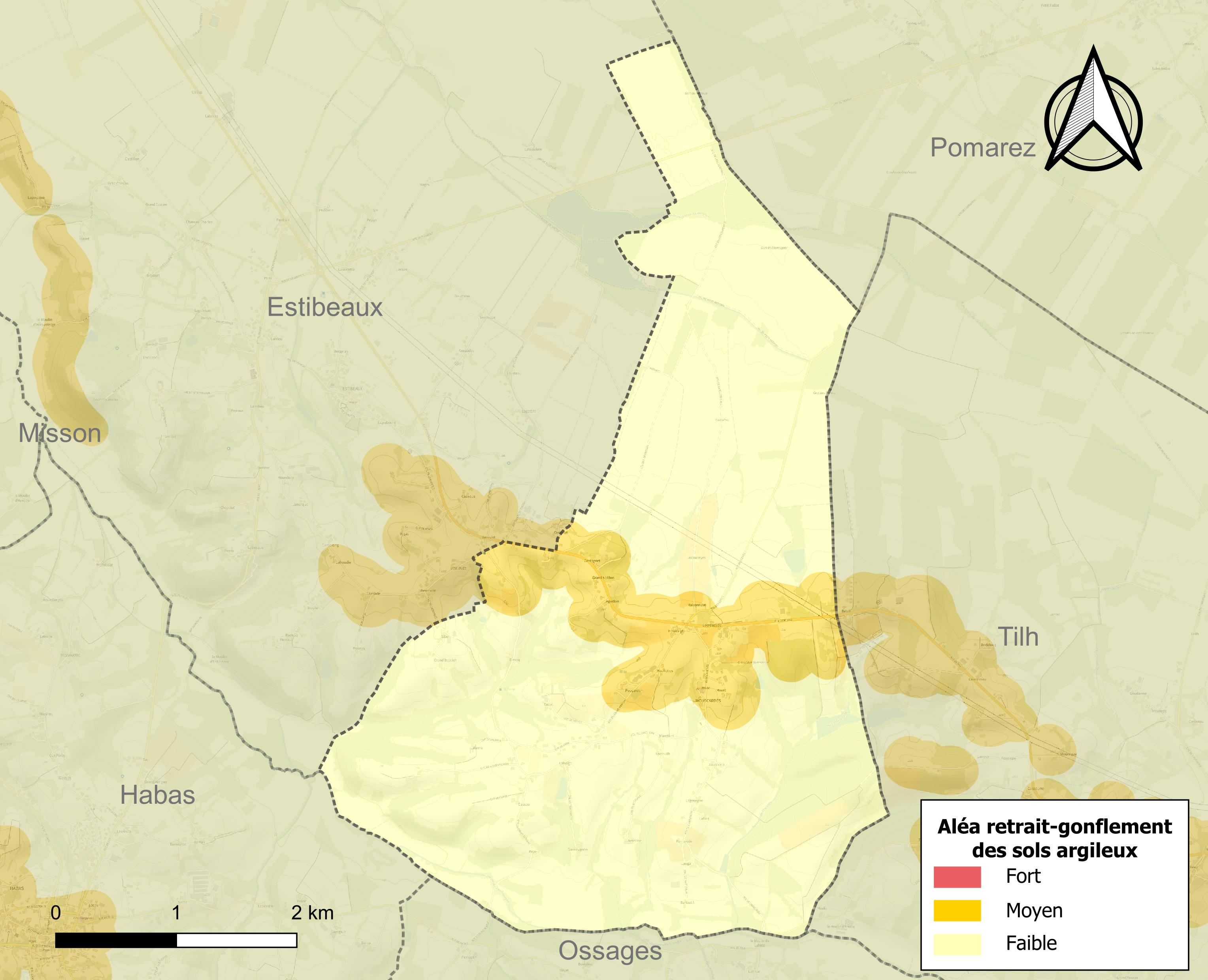
Carte des zones d'aléa retrait-gonflement des sols argileux de Mouscardès.

Le retrait-gonflement des sols argileux est susceptible d'engendrer des dommages importants aux bâtiments en cas d’alternance de périodes de sécheresse et de pluie. 14,4 % de la superficie communale est en aléa moyen ou fort (19,2 % au niveau départemental et 48,5 % au niveau national). Sur les 113 bâtiments dénombrés sur la commune en 2019,  45 sont en aléa moyen ou fort, soit 40 %, à comparer aux 17 % au niveau départemental et 54 % au niveau national. Une cartographie de l'exposition du territoire national au retrait gonflement des sols argileux est disponible sur le site du BRGM,.
La commune a été reconnue en état de catastrophe naturelle au titre des dommages causés par les inondations et coulées de boue survenues en 1999 et 2009 et par des mouvements de terrain en 1999.

## Toponymie
Avant la Révolution française, le village se nommait Notre-Dame-de-Monet[réf. nécessaire].
Mouscardès doit son nom au gascon « mousque / mouscart » (issu du latin « musca », mouche, taon), ou « mousque ardente » (mouche piquante).
En gascon, « mouscardè-re » est un adjectif signifiant « qui attire les taons ».
Son nom occitan gascon est Moscardés.

## Politique et administration
| Période                                  | Période  | Identité        | Étiquette | Qualité                                              |
| ---------------------------------------- | -------- | --------------- | --------- | ---------------------------------------------------- |
| Les données manquantes sont à compléter. |          |                 |           |                                                      |
|                                          |          |                 |           |                                                      |
| mars 1983                                | 2001     | Franck Marcadé  | PCF       | Conseiller général du canton de Pouillon (1976-2001) |
| mars 2001                                | mai 2020 | Jean Dizabeau   | PCF       | Professeur                                           |
| mai 2020                                 | En cours | Véronique Gomès |           |                                                      |

## Démographie
| 1793 | 1800 | 1806 | 1821 | 1831 | 1836 | 1841 | 1846 | 1851 |
| ---- | ---- | ---- | ---- | ---- | ---- | ---- | ---- | ---- |
| 426  | 383  | 445  | 418  | 494  | 486  | 476  | 443  | 438  |

| 1856 | 1861 | 1866 | 1872 | 1876 | 1881 | 1886 | 1891 | 1896 |
| ---- | ---- | ---- | ---- | ---- | ---- | ---- | ---- | ---- |
| 427  | 437  | 409  | 369  | 392  | 392  | 389  | 381  | 381  |

| 1901 | 1906 | 1911 | 1921 | 1926 | 1931 | 1936 | 1946 | 1954 |
| ---- | ---- | ---- | ---- | ---- | ---- | ---- | ---- | ---- |
| 383  | 367  | 392  | 335  | 305  | 307  | 320  | 296  | 303  |

| 1962 | 1968 | 1975 | 1982 | 1990 | 1999 | 2006 | 2011 | 2016 |
| ---- | ---- | ---- | ---- | ---- | ---- | ---- | ---- | ---- |
| 297  | 244  | 239  | 224  | 218  | 230  | 261  | 248  | 261  |

| 2021 | 2022 | - | - | - | - | - | - | - |
| ---- | ---- | - | - | - | - | - | - | - |
| 269  | 268  | - | - | - | - | - | - | - |

## Lieux et monuments
- Église Saint-Barthélemy de Mouscardès.
- Arènes Jean-Pierre-Rachou dédiées à la course landaise.

## Personnalités liées à la commune
- Jean-Claude Marcadé (frère de Franck), docteur ès lettres français, historien et traducteur, spécialiste de l'avant-garde russe. Auteur notamment de monographies sur Malévitch.
- Bernard Marcadé (frères cadet de Franck et Jean-Claude), historien, critique d'art, et organisateur d’exposition indépendant. Auteur de Marcel Duchamp (biographie, 2007) et Magritte (monographie, 2016).